# غودفري بريان
غودفري بريان (29 ديسمبر 1902 في المملكة المتحدة - 4 مارس 1991 في المملكة المتحدة)  (بالإنجليزية: Godfrey Bryan)‏ هو لاعب كريكت بريطاني وبريطاني (وحمل سابقاً جنسية المملكة المتحدة لبريطانيا العظمى وأيرلندا). لعب مع Kent County Cricket Club ‏ وBritish Army cricket team ‏ وCombined Services cricket team ‏.

## وصلات خارجية
- غودفري بريان على موقع إي آس بي آن كريك إنفو (الإنجليزية)